# Tom Mboya
Tom Joseph Odhiambo Mboya (15 augusti 1930 – 5 juli 1969) var en kenyansk politiker i Jomo Kenyattas regering och medgrundare till Kenya African National Union (KANU). Han var planerings- och utvecklingsminister när han mördades.

## Biografi
Mboya föddes i närheten av staden Thika.
I början av 1950-talet var han fackligt aktiv. 1955-56 studerade han vid Oxford i England varefter han återvände till Kenya och började engagera sig politiskt. 1957 valdes han till parlamentet från Nairobi och året därpå bildade han Folkets kongressparti. 
1960 gick detta parti samman med Kenyas Afrikanska Förbund och Kenya Independent Movement och bildade Kenyan African National Union med Mboya som generalsekreterare. 
Den 5 juli 1969 sköts Tom Mboya till döds av Nahashon Isaac Njenga Njoroge. Under Mboyas begravning ledde president Jomo Kenyattas närvaro till stora protester och skärmytslingar, under vilka två personer dödades.
Demonstranterna hävdade att Kenyatta hade haft ett finger med i spelet och sett till att eliminera ett möjligt hot mot den egna politiska karriären.
Mboya efterlämnade hustrun Pamela Mboya (död 2009) och fem barn. Tom Mboya har ett mausoleum på ön Rusinga i Victoriasjön, och en gata i centrala Nairobi är uppkallad efter honom.